# Aplogruppo J (Y-DNA)

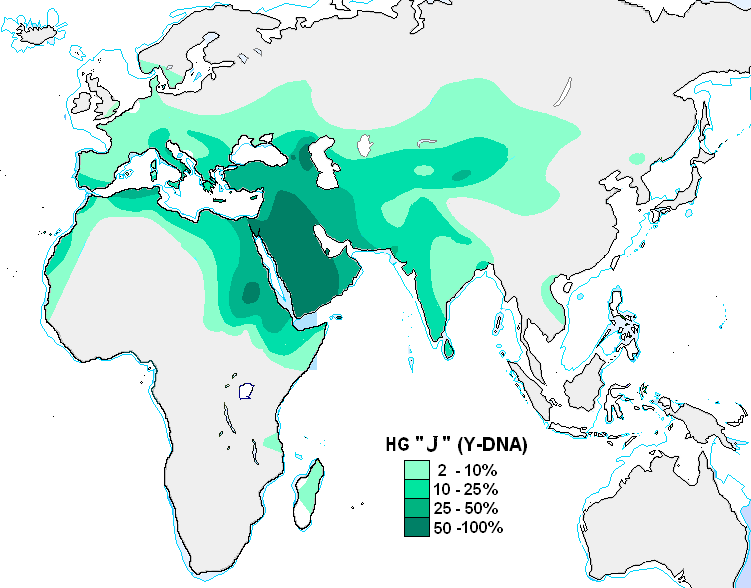
Distribuzione dell'Aplogruppo J del cromosoma Y.

In Genetica umana l'aplogruppo J (12f2.1, M304, P209, S6, S34, S35) del cromosoma Y è un aplogruppo del cromosoma Y umano, ramo del macro aplogruppo IJK, ed il più importante tra i popoli del Vicino Oriente, ovvero quello del cosiddetto "Abramo genetico".

## Albero filogenetico dell'aplogruppo J (cromosoma Y)
Y, il cosiddetto "'Adamo ancestrale'"
- BT    (SRY1532.1/SRY10831.1, M42, M94, M139, M299)    (Questo gruppo è indicato anche come YxA.)
  - CF    (M168, M294, P9.1)
    - C,F (P143) 
      - F (M89, M213/P137, M235, P14, P133, P134, P135, P136, P138, P139, P140, P141, P142, P145, P146, P148, P149, P151, P157, P158, P159, P160, P161, P163, P166, P187)
        - IJK    (L15/M523/S137, L16/M522S138, L69.1(=G)/S163.1)
          - IJ   (M429/P125, P123, P124, P126, P127, P129, P130, S2, S22)
            - J (12f2.1, M304, P209, S6, S34, S35), il più importante tra i popoli del Vicino Oriente, il cosiddetto "Abramo genetico"
              - J1, ramo mediorientale meridionale/arabico, del cosiddetto "Ismaele genetico"
              - J2, ramo mediorientale settentrionale/anatolico, del cosiddetto "Israele genetico"

## Storia
L'aplogruppo J è legato, fin dall'età del ferro, alle grandi migrazioni ed è collegato alle popolazioni semitiche. La linea capostipite sorse, probabilmente nella penisola arabica, fra i 31.700 ed 12.800 anni fa.

## Principali sub-cladi dell'aplogruppo J
Le principali sub-cladi dell'aplogruppo J sono: J-M267 (J1) e J-M172 (J2). 
Mentre il gruppo J1 rappresenta il ramo mediorientale meridionale/arabico, ed è quello del cosiddetto "Ismaele genetico", quello J2 rappresenta il ramo mediorientale settentrionale/anatolico, ed è quello del cosiddetto "Israele genetico".

## Filogenesi dei sub-cladi
J M304/Page16/PF4609, 12f2.1, CTS26/PF4489, CTS687/PF4503, CTS852/PF4504, CTS1033/PF4507, CTS1068/PF4508, CTS1250/PF4510/YSC0001255, CTS1561/PF4534, CTS2042/PF4536, CTS2769/PF4538, CTS3543/PF4540/YSC0001268, CTS3732/PF4541, CTS3872/PF4542, CTS3936/PF4543/YSC0001275, CTS4204/PF4545/YSC0001278, CTS4349/PF4547, CTS4356/PF4548, CTS4937/PF4549, CTS5280/PF4550, CTS5426/PF4552, CTS5545/M3163/PF4554/YSC0001284, CTS5628/PF4555, CTS5678/PF4556, CTS5691/PF4557, CTS5934, CTS6958/PF4561, CTS7028/PF4562, CTS7229/PF4563/YSC0001286, CTS7483/PF4565, CTS7565/M5960/PF4566, CTS7738/PF4568, CTS7832/PF4569, CTS8078/PF4570, CTS8160/PF4571, CTS8938/PF4577, CTS8974/PF4578, CTS9533/PF4582, CTS9877/PF4583, CTS10446/PF4586, CTS10858/PF4612, CTS11211/PF4614, CTS11291/PF4615, CTS11571/PF4617, CTS11750/PF4618/YSC0001250, CTS11765/PF4620, CTS11787/PF4621/YSC0001251, CTS12047/YSC0001253, CTS12683/PF4623, CTS12887/PF4624, CTS12913/PF4625, F1167/PF4516/YSC0001296, F1168/PF4517, F1181/PF4518/S35, F1381/PF4520, F1632/YSC0001301, F1633, F1634/PF4523/YSC0001302, F1744/S4968/YSC0001303, F1826, F1973/PF4546/YSC0001304, F2114/PF4551, F2116/PF4553/YSC0000785, F2174/PF4558/YSC0001305, F2390/PF4560, F2502/PF4564, F2707/PF4573, F2746/YSC0001309, F2769/PF4576, F2817/PF4579, F2839/PF4580, F2973/PF4585/YSC0001312, F3074/PF4587/YSC0001313, F3119/PF4588, F3138/PF4590, F3176/PF4592/YSC0001314, F3347/PF4608/YSC0001315, F3358/PF4611/YSC0001316, F4072/PF4509/S34, F4299/PF4589, F4300, FGC1599/S23720/Z7822, FGC1600/Z7805, FGC1601/Z7809, FGC1604/Z7814, FGC1605/Z7807, FGC1606/Z7810, FGC1607/Z7803, FGC1609/Z7816, FGC2789/Z7808, FGC2791/Z7821, FGC3271/S13155/Z7815, FGC7618/Z7811, L60/PF4537/S6, L134/PF4539, L778/PF4616/YSC0000236, M10434/S10188, P209/PF4584, PF4491, PF4492, PF4494, PF4495, PF4497, PF4498, PF4505/YSC0000064, PF4506/YSC0000066, PF4511/YSC0001321, PF4513, PF4515, PF4519, PF4521, PF4524, PF4528, PF4529, PF4530, PF4532, PF4533, PF4535/YSC0000165, PF4567/YSC0000197, PF4572, PF4575, PF4591, PF4593, PF4594, PF4595, PF4596/Z2442, PF4598, PF4602/YSC0001323, PF4603, PF4605, PF4606, PF4607, PF4619/YSC0000239, PF4622, S19861/Z6326, S22619/Z7820, YSC0000228, Z7802, Z7817, Z7818, Z7829, Z7830, Z16989
- J*   -
- J1   L255, L321/PF4646, M267/PF4782
  - J1*   -
  - J1a   CTS5368/Z2215
    - J1a*   -
    - J1a1   M365.1
    - J1a2   L136
      - J1a2*   -
      - J1a2a   P56
      - J1a2b   P58/Page8/PF4698; linea tipicamente semitica, che costituisce la maggior parte della popolazione maschile della penisola arabica
        - J1a2b*   -
        - J1a2b1   L92.1, L93
        - J1a2b2   L147.1; il principale gruppo arabo, e rappresenta tra gli ebrei la maggioranza del gruppo Cohen, il cui antenato comune è identificato in Aronne, fratello di Mosè.
          - J1a2b2*   -
          - J1a2b2a   L222.2/S350.2
            - J1a2b2a*   -
            - J1a2b2a1   L65.2/S159.2

        - J1a2b3   L817;  un importante gruppo ebraico
          - J1a2b3*   -
          - J1a2b3a   L818/S4972
            - J1a2b3a*   -
            - J1a2b3a1   L816

    - J1a3   CTS15/Z1828; il secondo livello subclade cima più comune dopo J1-P58, è particolarmente frequente tra le montagne del Tauro e Zagros e nel Caucaso, ma è presente anche in Occidente
      - J1a3*   -
      - J1a3a   Z1842
- J2   M172/Page28/PF4908, L228/PF4895/S321
  - J2*   -
  - J2a   M410, L152, L212/PF4988, L559/PF4986
    - J2a*   -
    - J2a1   L26/Page55/PF5110/S57, F4326/L27/PF5111/S396
      - J2a1*   -
      - J2a1a   M47, M322
      - J2a1b   M67/PF5137/S51; il subclade più comune nel Caucaso
        - J2a1b*   -
        - J2a1b1   M92, M260/Page14
          - J2a1b1*   -
          - J2a1b1a   L556, L560

        - J2a1b2   M166
        - J2a1b3   L210, L218, L227

      - J2a1c   M68
      - J2a1d   M319
      - J2a1e   M339
      - J2a1f   M419
      - J2a1g   P81/PF4275
      - J2a1h   L24/S286, L207.1; il più diffuso subclade di J2a, con una distribuzione che va dal Medio Oriente verso l'Europa meridionale, il Nord Africa e in Asia meridionale
        - J2a1h*   -
        - J2a1h1   M158
        - J2a1h2   L25/PF5345/S399
          - J2a1h2*   -
          - J2a1h2a   DYS445≤7
            - J2a1h2a*   -
            - J2a1h2a1   L70/PF5434/S287, L397/PF5446, L398/PF5449/S320
              - J2a1h2a1*   -
              - J2a1h2a1a   M137
              - J2a1h2a1b   M318

          - J2a1h2b   L243
          - J2a1h2c   L254
          - J2a1h2d   L192.2
            - J2a1h2d*   --
            - J2a1h2d1   L271

      - J2a1i   L88.2, L198

    - J2a2   L581/PF5026/S398
      - J2a2*   -
      - J2a2a   P279/PF5065
        - J2a2a*   -
        - J2a2a1   M340

  - J2b   L282, M12, M102, M221, M314/PF4939; sembra avere una forte associazione con le culture neolitiche e calcolitiche del Sud Europa, è particolarmente comune in Grecia, Albania, Kosovo e nell’Italia meridionale.
    - J2b*   -
    - J2b1   M205
    - J2b2   M241
      - J2b2*   -
      - J2b2a   L283
        - J2b2a*   -
        - J2b2a1   Z1296
          - J2b2a1*   -
          - J2b2a1a   Z1297, Z1298
            - J2b2a1a*   -
            - J2b2a1a1   Z631, Z639

## Personaggi famosi dell'aplogruppo J
- famiglia Rothschild (J2a1-L210)
- John Curtin (1885-1945), primo ministro dell'Australia